# آلبان ورمش
آلبان ورمش (مجاری: Vermes Albán؛ ۱۹ ژوئن ۱۹۵۷ – ۳ فوریهٔ ۲۰۲۱) شناگر اهل مجارستان بود.
وی در مسابقات کشوری و بین‌المللی در مجموع برندهٔ ۲ مدال نقره، ۱ مدال برنز شده‌است.